# Патнам (округ, Миссури)
Округ Патнам (англ. Putnam County) — округ штата Миссури, США. Население округа на 2009 год составляло 4759 человек. Административный центр округа — город Юнионвилл.

## История
Округ Патнам основан в 1843 году.

## География
Округ занимает площадь 1341.6 км2.

## Демография
Согласно оценке Бюро переписи населения США, в округе Патнам в 2009 году проживало 4759 человек. Плотность населения составляла 3.5 человек на квадратный километр.